# Heterospilus dubitatus
Heterospilus dubitatus är en stekelart som beskrevs av Charles Thomas Brues 1912. Heterospilus dubitatus ingår i släktet Heterospilus och familjen bracksteklar. Inga underarter finns listade i Catalogue of Life.